# Karl Christian von Brockhausen
Georg Carl Christian von Brockhausen (* 8. März 1767 auf Gut Coldemantz bei Greifenberg, Hinterpommern; † 12. Oktober 1829 in Berlin) war ein preußischer Diplomat.

## Herkunft
Er entstammt der Linie Brockhausen der Familie Brockhausen. Sein Vater war der Major Friedrich Wilhelm Siegesmund von Brockhausen (* 24. Februar 1740; † 30. April 1820) und dessen Ehefrau die Gräfin Gottliebe Christiane Emilie von Küssow (* 3. September 1750; † 14. Dezember 1796).

## Leben
Brockhausen wurde auf einem väterlicherseits ererbten Gut geboren, auf das sich sein Vater, ein verdienstvoller Major der Kavallerie, nach dem Siebenjährigen Krieg zurückgezogen hatte. Karl Christian von Brockhausen besuchte die Kadettenanstalt in Stolp und wurde im April 1781 dem preußischen Staats- und Kabinettsminister Graf Hertzberg vorgestellt, der ihn fortan förderte und der zunächst seine Aufnahme in die Académie militaire in Berlin veranlasste, zu der Brockhausen 1782 wechselte. Brockhausen wurde 1786 zum Legationsrat ernannt und war 1787–1788 in Paris und Den Haag tätig und danach in London. Seit 1791 wirkte er als Gesandter am Hof Gustavs III. von Schweden, am 11. April 1795 wurde er preußischer Gesandter in Dresden. Nach dem Frieden von Tilsit 1807 wurde er zum Staatsminister ernannt und als Gesandter am kaiserlichen Hof in Paris eingesetzt, wo er bis 1810 tätig war. 1814–1816 war er Gesandter am niederländischen Hof. 1817 wurde er Mitglied des preußischen Staatsrats, wo er insbesondere für Handelsangelegenheiten, Kultus und Erziehung zuständig war.
Seine letzten Lebensjahre verbrachte er offenbar in Lebensgemeinschaft mit einer unstandesgemäßen Partnerin; seine Tochter, die Hofdame Emilie Konstanze, verband im Winter 1827/1828 eine Affäre mit dem Prinzen Wilhelm.

## Familie
Er heiratete am 27. Juli 1797 Johanna Konstanze von Unruh (* 15. November 1775; † 29. August 1804). Das Paar hatte mehrere Kinder:
- Karl Georg Sigismund (* 15. Mai 1798; † 10. Februar 1874), königlicher Kammerherr und Legationsrat
- Adolf Ludwig Friedrich Heinrich (* 10. September 1801; † 5. Oktober 1858), seit dem 20. April 1842 Freiherr vom Brockhausen, außerordentlicher Gesandter und bevollmächtigter Minister am belgischen Hof
- Emilie Konstanze Adelaide (* 1. Mai 1802; † 14. August 1833) ⚭ 1832 Eugen Ferdinand Boguslav Ahversus von Dönhoff (* 17. April 1803; † 5. September 1871), Oberhofmeister, Sohn des August von Dönhoff und der Pauline Amalie von Dönhoff, geb. von Lehndorff.
- Klementine Dorothea Karoline (* 15. März 1804; † 12. Oktober 1868) ⚭ James Annesley (* 1799; † 22. September 1859), königlich britischer Generalkonsul in Barcelona[4]